# Annotazione mentale
L'annotazione mentale (o nota mentale) è una tecnica di meditazione Vipassanā che mira a etichettare le esperienze man mano che si presentano. In pratica, ciò significa utilizzare una sola parola per descrivere ciò che si sta vivendo nel momento presente, ad esempio "calore", "eccitazione", "resistenza", ecc. Tali esperienze possono essere sensoriali, emotive o cognitive.
L'annotazione mentale ha diverse funzioni, tra cui radicare nel momento presente la persona che fa meditazione, aumentare la consapevolezza generale, aiutare a riconoscere i modelli di esperienza e ridurre l'identificazione con le esperienze.
La pratica dell'annotazione ha avuto origine nel buddismo birmano. Rientra nell'ambito della Vipassanā. Il suo iniziatore è considerato, in particolare, Mahasi Saydaw (1904-1982), un monaco buddista Theravada birmano. Mahasi Saydaw ha dato inizio a quello che viene chiamato il Metodo Mahasi Con il Metodo Mahasi, il praticante si impegna in un approccio sistematico e intensivo alla meditazione di consapevolezza, che prevede l'osservazione dei pensieri, dei sentimenti e delle sensazioni corporee senza giudizio, annotando ogni sensazione nel momento in cui sorge e scompare, e sviluppando una consapevolezza chiara e continua della natura impermanente e insostanziale di tutti i fenomeni, il tutto utilizzando tecniche specifiche come l'annotazione mentale .

## Il metodo dell'annotazione mentale secondo Mahasi Saydaw
Il metodo dell'annotazione mentale, così come descritto da Mahasi Sayadaw , inizia con la semplice osservazione della respirazione. L'autore prescrive di concentrarsi sulla respirazione, osservando l'inspirazione e l'espirazione, e annotare mentalmente "inspirazione" e "espirazione" mentre si pratica la meditazione.
Una volta che la concentrazione sulla respirazione è stata stabilita, il praticante passa all'osservazione delle attività mentali. Ogni volta che si notano pensieri, emozioni o sensazioni che emergono durante la meditazione, si annotano mentalmente e si torna alla respirazione.
Successivamente, il praticante passa all'osservazione delle sensazioni del corpo. Ogni volta che si avverte una sensazione, come dolore o tensione, si annota mentalmente la sensazione e si continua a concentrarsi sulla respirazione.
Infine, la pratica dell'annotazione mentale può essere estesa alle azioni della vita quotidiana. Durante il normale svolgimento delle attività quotidiane, come camminare, mangiare o parlare, si può annotare mentalmente ciò che si sta facendo. Ad esempio, se si cammina, si annota mentalmente "camminando, camminando". In questo modo, la pratica dell'annotazione mentale può aiutare a sviluppare la consapevolezza e la concentrazione anche nella vita quotidiana.
In generale, Mahasi Sayadaw prescrive di adottare gradualmente la tecnica dell'annotazione mentale, partendo dalla pratica di base della respirazione e progressivamente estendendola a diverse attività della vita quotidiana. In questo modo, la meditazione diventa una pratica continua che può aiutare a sviluppare la consapevolezza e la comprensione del mondo interiore ed esteriore.

## Varianti dell'annotazione mentale
La diffusione di questa tecnica di meditazione ha portato nel tempo all'elaborazione di diverse varianti, come ad esempio:
- Sei sensi – Consiste nell’adottare i sei sensi (i 5 sensi più la mente) come oggetto d’attenzione.
- Annotazione del respiro – Consiste nell’annotare le fasi della respirazione, cioè “inspirazione”, “espirazione”.
- Sensazioni del corpo – Consiste nell'annotare esclusivamente le sensazioni del corpo.
- Stati mentali – Consiste nell’annotare i diversi stati mentali e le emozioni che insorgono durante la seduta di meditazione.
- Tono di sensazione (vedanā) – Consiste nell'annotare vedanā, cioè il "tono" della sensazione[8]: piacevole, spiacevole o neutra.
- Annotazione binaria – Consiste nell'annotare alternativamente due elementi di una coppia di opposto, come per esempio “problema” / “nessun problema”, “mancanza” / “nessuna mancanza”, “sforzo” / “nessuno sforzo”.
- Stile libero – È la tecnica più comunemente usata e consiste nell'annotare tutto ciò che emerge nella coscienza.
- Annotazione sociale - Il "Social Noting" è una tecnica messa a punto dall'insegnante di meditazione statunitense Kenneth Folk e consiste nel praticare l'annotazione mentale a voce alta, in gruppo o a coppie.